# Igreja de São Jorge (Toddington)
A Igreja de São Jorge é uma igreja listada como Grau I em Toddington, Bedfordshire, Inglaterra. Tornou-se um edifício listado no dia 3 de fevereiro de 1967.
A igreja é grande e cruciforme; data dos séculos XIII, XIV e XV. A casa do padre de três andares no lado norte é única.
Henry Cheyne, 1º Barão Cheyne, está enterrado aqui.